# Pa Pa Ya!!
PA PA YA!! —  сингл японской каваии-метал группы Babymetal, созданный при участии тайского рэпера F. Hero. Впервые был выпущен как цифровой сингл 28 июня 2019 года.

## Создание и релиз
«Pa Pa Ya!!» был выпущен во всем мире 28 июня 2019 года, как раз перед выступлением группы на Yokohama Arena в тот же день. Песня также была выпущена в качестве бонусного компакт-диска к бокс-сету Metal Resistance Episode VII — Apocrypha: The Chosen Seven.
Как заявила Moametal, "Pa Pa Ya!!!" имеет весёлое исполнение, и это первая из их песен, в которой присутствует рэп-секция.

## Композиция
Подобно другим песням Babymetal, «Pa Pa Ya!!» собирает влияние различных жанров, сохраняя при этом классический стиль группы, объединяющий J-pop и электронную музыку. Название сингла отсылает к папайе, а сама песня содержит элементы южных земель, японских фестивалей и хаотичную мелодию. Песня состоит из "заразительной синтезаторной линии", "задорных гитарных рифов" и вокала, с многократными выкрикиваниями "Pa pa ya", при этом в мелодии демонстрируется вокал Su-metal и Moametal. F.Hero читает куплет, в котором присутствуют элементы ню-метала, и применяется "синтезатор голоса в стиле ужасов".

## Реакция
"Pa Pa Ya!!!" вошёл в еженедельный чарт Oricon Digital Singles под номером 17 за неделю с 8 июля 2019 года и достиг максимума в ежедневном чарте на втором месте 28 июня 2019 года. Продажи за первую неделю составили 6 460 цифровых копий. Песня также дебютировала под номером 78 на Billboard Japan Hot 100 8 июля 2019 года, и достиг пика на следующей неделе, заняв 56-е место. В США песня "Pa Pa Ya!!!" заняла двенадцатое место в чарте Billboard World Digital Songs на неделе 13 июля 2019 года. 25 мая 2021 года Kerrang! поставил песню на 3 место в списке «20 лучших песен Babymetal».

## Видеоклип
Клип на песню «Pa Pa Ya!!», снятый во время живого выступления на Yokohama Arena был выпущен 19 июля 2019 года. Дебютное исполнение песни произошло во время концерта Babymetal Awakens: The Sun Also Rises 29 июня 2019 года. В живом выступлении и музыкальном клипе принял участие F. Hero, который ранее намекал на выступление в Японии 1 июня 2019 года. Видео демонстрирует летнюю и праздничную тематику песни перед публикой, размахивающей полотенцами вокруг Yokohama Arena. Su-metal и Moametal выступили в "мерцающих нарядах" с ещё одним танцором, Каной Фудзихирой из Sakura Gakuin.

## Трэклист
Цифровое издание
- «Pa Pa Ya!!» (featuring F.Hero) — 3:55

Цифровой EP для Великобритании и Европы
1. «Pa Pa Ya!!» — 3:56
2. «Elevator Girl» — 2:44
3. «Starlight» — 3:37
4. «Distortion» — 3:05

## Чарты
| Чарт (2019)                            | Высшая позиция |
| -------------------------------------- | -------------- |
| Япония (Japan Billboard)               | 56             |
| Япония (Japan Digital Singles Oricon)  | 17             |
| США (US World Digital Songs Billboard) | 12             |

## История релизов
| Регион       | Дата         | Формат                                | Лейбл                                       | Прим.  |
| ------------ | ------------ | ------------------------------------- | ------------------------------------------- | ------ |
| Япония       | 28 июня 2019 | CD                                    | BMD Fox Records                             | [ 2 ]  |
| Япония       | 28 июня 2019 | Цифровое издание Стриминговые сервисы | Amuse, Inc. Toy's Factory                   | [ 19 ] |
| Европа       | 28 июня 2019 | Цифровое издание Стриминговые сервисы | Amuse, Inc. earMusic                        | [ 21 ] |
| Ост. регионы | 28 июня 2019 | Цифровое издание Стриминговые сервисы | Amuse, Inc. Babymetal Records Cooking Vinyl | [ 22 ] |